# Aldo Quarantotti
Aldo Quarantotti (Napoli, 23 gennaio 1910 – Cielo di Malta, 12 luglio 1942) è stato un militare e aviatore italiano, che dopo aver partecipato alla guerra d'Etiopia e alla guerra civile spagnola, come maggiore della Regia Aeronautica durante il corso della seconda guerra mondiale fu comandante del 2º Gruppo Autonomo Caccia Terrestre equipaggiato con i Reggiane Re.2001 Falco I. Decorato con una Medaglia d'oro, quattro d'argento e una di bronzo al valor militare.

## Biografia

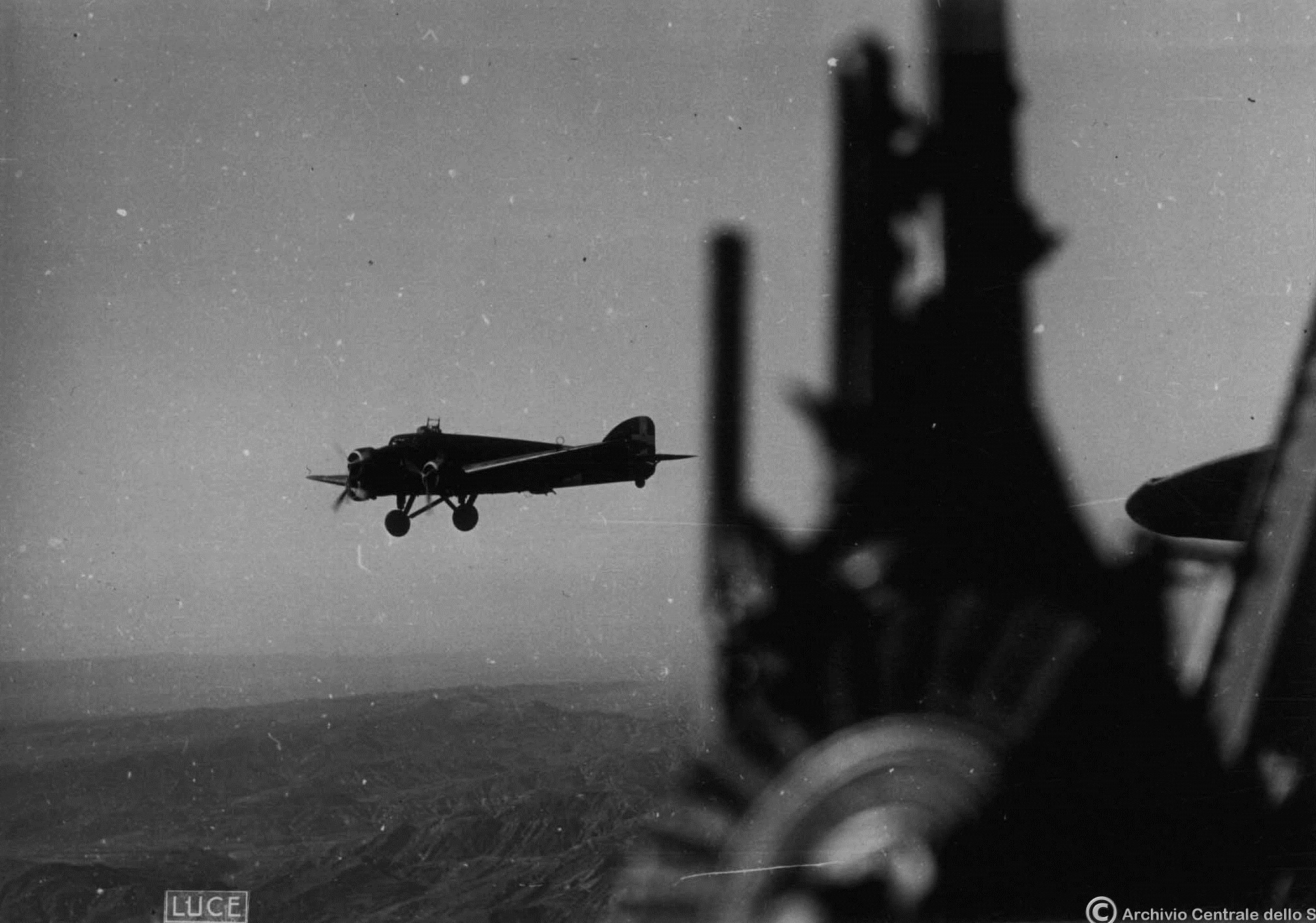
Un bombardiere Savoia-Marchetti S.M.81.

Nacque a Napoli il 23 gennaio 1910, e dopo aver conseguito la maturità classica presso il locale Liceo Vittorio Emanuele II si arruolò nella Regia Aeronautica iniziando a frequentare, a partire dall’ottobre 1929, la Regia Accademia Aeronautica  di Caserta, Corso Grifo. Uscitone nell’agosto 1932 con il grado di sottotenente pilota, venne promosso tenente nel 1933, quando entrò in servizio nel 9º Stormo Bombardamento Terrestre di stanza sull'aeroporto di Roma-Ciampino. Nel dicembre 1935 partì per l’Africa Orientale Italiana per combattere nella guerra d'Etiopia in forza alla 11ª Squadriglia, 26º Gruppo del 9º Stormo, equipaggiata con i bombardieri Savoia-Marchetti S.M.81. Promosso capitano e decorato con una Medaglia d’argento e una di bronzo al valor militare, ritornò in Patria alla fine del 1936, offrendosi successivamente volontario per combattere nella guerra civile spagnola. Arrivato in terra di Spagna nel gennaio 1938, si distinse durante le operazioni contro la città di Barcellona, arrivando a comandare una squadriglia da bombardamento notturna. Ritornato in Italia nel gennaio 1939, decorato con una seconda Medaglia d’argento al valor militare, entrò in servizio presso il Centro Sperimentale di Guidonia. Promosso qualche tempo dopo maggiore per meriti straordinari, con l’entrata in guerra del Regno d'Italia, avvenuta il 10 giugno 1940, prese parte nel luglio successivo a un'azione contro la base di Gibilterra per cui fu decorato con una terza Medaglia d’argento al valor militare.
Promosso tenente colonnello, nel maggio 1942 si trasferì in Sicilia al comando dei 2º Gruppo Autonomo Caccia Terrestre, equipaggiato con i nuovi caccia Reggiane Re.2001. Nei due mesi successivi partecipò, con la 150ª Squadriglia, a numerose azioni contro l’isola di Malta, abbattendo tre aerei avversari durante la battaglia di mezzo giugno, venendo per questo decorato con la quarta Medaglia d'argento al valor militare.

Un Reggiane Re.2001 della 150ª Squadriglia, 2º Gruppo Autonomo Caccia Terrestre.

Scomparve in mare con il suo aereo il 12 luglio 1942. Quel giorno tutta la 238ª Squadriglia prese parte ad un'operazione su Malta, da cui non rientrò un pilota, il tenente Francesco Vichi. Il comandante del Gruppo, organizzò una missione di ricerca con quattro aerei, due dei quali fecero subito ritorno alla base per problemi tecnici. Mentre effettuava un volo sul mare a bassa quota insieme al tenente Carlo Seganti, nel tentativo di localizzare il pilota disperso, i due velivoli furono sorpresi da uno Spitfire del No. 249 Squadron pilotato dall'asso George Beurling,  che arrivando da dietro li abbatte rapidamente entrambi.
Per onorarne il coraggio venne decretata la concessione della Medaglia d'oro al valor militare alla memoria. Una via di Roma porta il suo nome.

### Annotazioni
1. ↑  In quel periodo al suo reparto venne accreditato complessivamente l’abbattimento di 64 velivoli nemici in 34 missioni.
2. ↑  Si trattava dello Spitfire matricola BR565/U.
3. ↑  I due Re.2001 furono avvistati da Beurling e dal suo comandante, il Flg. Off. Hetherington, mentre a loro volta erano alla ricerca del collega Berkeley-Hill che non era rientrato da una missione precedente.

### Fonti
1. 1 2 3 4  Ufficio Storico Stato Maggiore dell'Aeronautica 1969, p. 240.
2. 1 2 3  Brotzu, Caso, Cosolo 1972, p. 37.
3. ↑  Lioy 1965, p. 43.
4. ↑  Dunning 1988, p. 37.
5. ↑  Dunning 1988, p. 35.
6. ↑  Brotzu, Caso, Cosolo 1972, p. 51.
7. 1 2 3  Dunning 1988, p. 20.
8. 1 2  Shores, Cull, Malizia 1991, pp. 405-409.
9. ↑  Apostolo 2000, p. 31.
10. ↑  Sito web del Quirinale: dettaglio decorato.
11. ↑  Bollettino Ufficiale 1942, dispensa 50, pag. 2720 e Bollettino Ufficiale 1943, dispensa 6, pag.357.
12. ↑  Bollettino ufficiale 1940, dispensa 41ª, p. 1437, registrato alla Corte dei conti addì 12 agosto 1942, registro n.4 Aeronautica, foglio n.223.
13. ↑  Bollettino ufficiale 1942, supplemento 9, registrato alla Corte dei conti addì 16 aprile 1943, registro n.19 Aeronautica, foglio n.333.

### Periodici
- Antonio Marin, Un grazie a di riconoscenza a Frontini, Ammannato e Grassi, in L’Incontro, Roma, Associazione Italiana Ciechi di Guerra, gennaio-aprile 1969.